# Tiêu Tông (Nhà Lương)
Tiêu Tông (giản thể: 萧综; phồn thể: 蕭綜, 501-531), tên tự Thế Khiêm (世謙), là hoàng tử thứ hai của Lương Vũ Đế, mẹ là Ngô thục viện, ông tự xem mình là di phúc tử của hoàng đế Tiêu Bảo Quyển triều Nam Tề.

## Thời gian ở Lương
Mẹ của Tiêu Tông nguyên là cung nhân của Nam Tề Phế Đế Tiêu Bảo Quyển, sau khi Tiêu Bảo Quyển bị giết chết thì bà trở thành thiếp của Tiêu Diễn, được lập làm thục viện, bảy tháng sau thì sinh hạ Tiêu Tông. Trong cung có nhiều nghi ngờ rằng Tiêu Tông là con của Tiêu Bảo Quyển song Tiêu Diễn không tin theo. Sau khi Ngô thục viện bị thất sủng, đem sự việc này kể với nhi tử. Sau khi biết chuyện, Tiêu Tông bí mật lập thất miếu thờ triều Tề, lại lén đi lễ bái lăng của Nam Tề Minh Đế. Tuy nhiên, Tiêu Tông không có cách nào xác tín bản thân mình là con trai của Tiêu Bảo Quyển. Sau khi nghe nói về việc "tích huyết nghiệm thân", Tiêu Tông liền bí mật phát quật mộ táng của Tiêu Bảo Quyển, nhỏ máu lên trên di cốt, máu ngấm vào xương cốt. Sau đó, Tiêu Tông lại giết chết một nhi tử của chính mình, lấy hài cốt để thử nghiệm. Từ đó, Tiêu Tông thực sự tin rằng mình là di phúc tử của Tiêu Bảo Quyển.
Ngày 15 tháng 8 năm 504, Tiêu Tông được phong làm Dự Chương quận vương, thực ấp 2000 hộ. Ngày 27 tháng 2 năm 506, Tiêu Tông thụ chức sứ trì tiết, đô đốc Nam Từ châu chư quân sự, Nhân Uy tướng quân, Nam Từ châu thứ sử. Không lâu sau, Tiêu Tông được tiến hiệu Bắc trung lang tướng. Ngày 20 tháng 2 năm 511, cải nhiệm làm đô đốc Tư, Dĩnh, Hoắc tam châu chư quân sự; Vân Huy tướng quân, Dĩnh châu thứ sử. Ngày 23 tháng 5 năm 513, cải nhiệm làm An Hữu tướng quân, lĩnh thạch đầu thú quân sự. Ngày 27 tháng 5 năm 516, cải nhiệm làm kiêm hộ quân. Ngày 13 tháng 12 năm 516, cải nhiệm An Tiền tướng quân. Ngày 30 tháng 3 năm 517, cải nhiệm Bắc trung lang tướng, Nam Từ châu thứ sử. Ngày 28 tháng 1 năm 521, cải nhiệm thị trung, Trấn Hữu tướng quân.
Ngày 28 tháng 4 năm 523, Tiêu Tông được cải nhiệm là sứ trì tiết, đô đốc Nam Duyện, Duyện, Thanh, Từ, Ký ngũ châu chư quân sự, Bình Bắc tướng quân, Nam Duyện châu thứ sử. Ngày 30 tháng 1 năm 524, Tiêu Tông được tiến hiệu là Trấn Bắc tướng quân.
Tiêu Tông được biết Kiến An vương Tiêu Bảo Dần của Nam Tề ở tại Bắc Ngụy, xem người này là thúc phụ, hứa đem vùng trấn thủ quy hàng Bắc Ngụy. Năm 525, Lương Vũ Đế tiến hành Bắc phạt, tướng Bắc Ngụy là Nguyên Pháp Tăng (元法僧) đem Bành Thành hàng Lương. Lương Vũ Đế lệnh cho Tiêu Tông lãnh đạo quân lính trấn thủ Bành Thành. Sau đó, Lương Vũ Đế lệnh cho Tiêu Tông thoái quân. Tiêu Tông nghĩ rằng nếu về Nam thì sau này sẽ không còn có cơ hội gặp Tiêu Bảo Dần, vì thế vào ngày 12 tháng 7, Tiêu Tông đã cưỡi ngựa chạy trốn thâu đêm đến chỗ tướng Bắc Ngụy Nguyên Diên Minh. Tiêu Diễn vô cùng phẫn nộ nên đã phế Ngô thục viện làm thứ nhân, không lâu sau thì bà bệnh mất, có thuyết nói bị hạ độc giết chết. Ngô thục viện bệnh mất, Lương Vũ Đế mủi lòng, hạ chiếu khôi phục phong hiệu cho Tiêu Tông, ban cho Ngô thục viện thụy hiệu "Kính" (敬).

## Thời gian ở Bắc Ngụy
Sau khi chạy sang Bắc Ngụy, Tiêu Tông thụ chức "tư không", được phong tước "Cao Bình quận công", "Đan Dương vương", thực ấp 7.000 hộ, thưởng 3 triệu tiền đồng, 3.000 thất vải lụa, 1.000 thất tạp thái, 50 con ngựa, 500 con dê, 100 nô tì. Tiêu Tông đoạn tuyệt quan hệ phụ-tử với Lương Vũ Đế, đổi tên thành "Tán" (贊), cải tự "Đức Văn" (德文), mặc áo tang nhận Tiêu Bảo Quyển làm cha ruột. Sau khi Lương Vũ Đế biết chuyện đã tước bỏ tước hiệu và đất phong của Tiêu Tông, cắt đứt thuộc tịch, đổi họ Tiêu Trực (con trai của Tiêu Tông) thành Bội (悖). Không quá 10 ngày, Lương Vũ Đế lại khôi phục thuộc tịch của Tiêu Tông, phong Bội Trực làm Vĩnh Tân hầu, thực ấp 1.000 hộ.
Năm 527, Tiêu Bảo Dần làm phản ở Trường An, Tiêu Tán muốn rời khỏi Lạc Dương đến hưởng ứng. Chiếu theo luật pháp Bắc Ngụy, khi qua cầu không được cưỡi ngựa, song Tiêu Tán lại cưỡi ngựa đi qua, cuối cùng bị lính giữ cầu bắt đưa đến Lạc Dương. Đến khi triều đình Bắc Ngụy nghị, nhận định Tiêu Tán không liên can đến cuộc phản loạn của Tiêu Bảo Dần, cuối cùng xá miễn. Tháng 10 năm Vĩnh An thứ nhất (528), Tiêu Tán nhậm chức "tư đồ". Tháng 11, cải nhiệm thái úy. Sau đó, Tiêu Tán kết hôn với hoàng tỉ của Bắc Ngụy Hiếu Trang Đế là Thọ Dương trưởng công chúa, được trao chức phò mã đô úy, xuất nhiệm Tề, Tế, Tây Duyện tam châu chư quân sự; Tề châu thứ sử; Phiếu Kị đại tướng quân; Khai Phủ Nghi Đồng tam ti.
Tháng 12 năm Vĩnh An thứ 3 (530), Nhĩ Chu Triệu (爾朱兆) và Nhĩ Chu Độ Luật (爾朱度律) đánh chiếm Lạc Dương, sát hại Bắc Ngụy Hiếu Trang Đế. Cùng tháng, Triệu Lạc Chu (趙洛周) ở Tề châu chiếm thành hưởng ứng cuộc phản loạn của Nhĩ Chu Triệu, đánh đuổi Tề châu thứ sử Tiêu Tán. Thọ Dương trưởng công chúa bị bắt đưa đến Lạc Dương, Nhĩ Chu Thế Long (爾朱世隆) muốn chiếm hữu trưởng công chúa, trưởng công chúa không thuận theo nên bị giết. Sau khi Tiêu Tán bị đánh đuổi, xuất gia làm sư, đến ẩn tại Trường Bạch Sơn. Không lâu sau đó, Tiêu Tán đi đến Dương Bình, bị bệnh mất tại đây, hưởng dương 30 tuổi. Đến năm 531, thời Bắc Ngụy Tiết Mẫn Đế, triều đình Bắc Ngụy tiến hành an táng theo vương lễ cho Tiêu Tán, hợp táng với Thọ Dương trưởng công chúa tại Tung Sơn.